# 13395 Deconihout
13395 Deconihout eller 1999 RH35 är en asteroid i huvudbältet som upptäcktes den 10 september 1999 av den franske astronomen Laurent Bernasconi i Saint-Michel-sur-Meurthe. Den är uppkallad efter den franske amatörastronomen Serge Deconihout.
Asteroiden har en diameter på ungefär 5 kilometer.